# Новый (Виноградовский район)
Новый — сельский населённый пункт в Виноградовском районе Архангельской области России. Входит в состав Березниковского сельского поселения (до 1 июня 2021 года Березниковского городского поселения).

## География
Посёлок Новый стоит на левом берегу Северной Двины, ниже по течению, чем деревня Нижнее Чажестрово и выше, чем деревня Пянда. Через посёлок проходит трасса М-8 «Холмогоры» (Москва — Архангельск).

## История
Строительство посёлка началось в середине 1970-х годов, в связи со строительством ремонтно-механических мастерских Двиноважской славконторы. У посёлка ставились на зимний отстой речные катера СПК. Было построено несколько двухэтажных домов, столовая и магазин.

## Население
Численность населения посёлка, по данным Всероссийской переписи населения 2010 года, составляла 4 человека.

### Топографические карты
- [mapp38.narod.ru/map1/index37.html P-38-39,40. (Лист Березник)]
- Новый на Wikimapia
- Новый. Публичная кадастровая карта
- Топографическая карта Р-38-07_08 Березник.